# Dorothy Stanton Wise

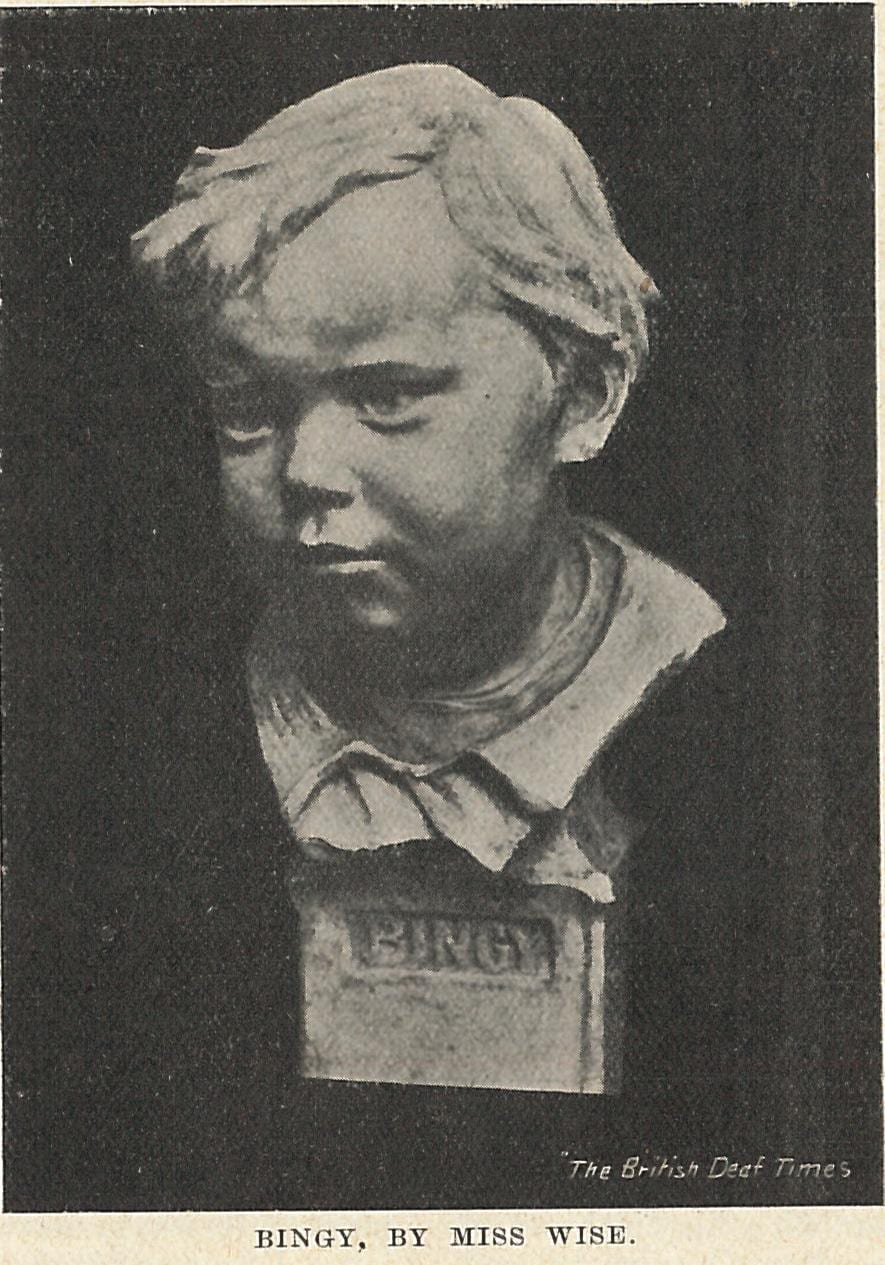
Bingy, von Dorothy Stanton Wise

Dorothea Mary Stanton Wise (* 20. Oktober 1879 in Dover, England; † 25. Dezember 1918 in London, England) war eine britische Bildhauerin.

## Leben
Dorothy Stanton Wise  wurde als eines von vier Kindern geboren. Ihre Eltern führten ein Internat für Jungen. Im Alter von etwa zwei Jahren wurde ihre Taubheit festgestellt. Daraufhin unterrichteten ihre Eltern sie zu Hause in Perspektive, Anatomie und Zeichnung. Um Lippenlesen zu lernen, besuchte sie zunächst einen Kindergarten für Gehörlose und später das College of the Deaf am Fitzroy Square. Mit siebzehn Jahren zog sie nach Hendon. Dort setzte sie ihre künstlerische Ausbildung fort und erhielt ein dreijähriges Stipendium am Royal College of Art. Sie studierte fünf Jahre lang Bildhauerei bei Édouard Lantéri und schloss im Jahr 1906 als einzige Frau ihres Jahrgangs ab. Nach dem Studium führte sie eine erfolgreiche Karriere mit Ausstellungen, Auftragsarbeiten und Publikationen in der British Deaf Times. 1918 verstarb sie vermutlich an den Folgen der Grippepandemie.

## Werk

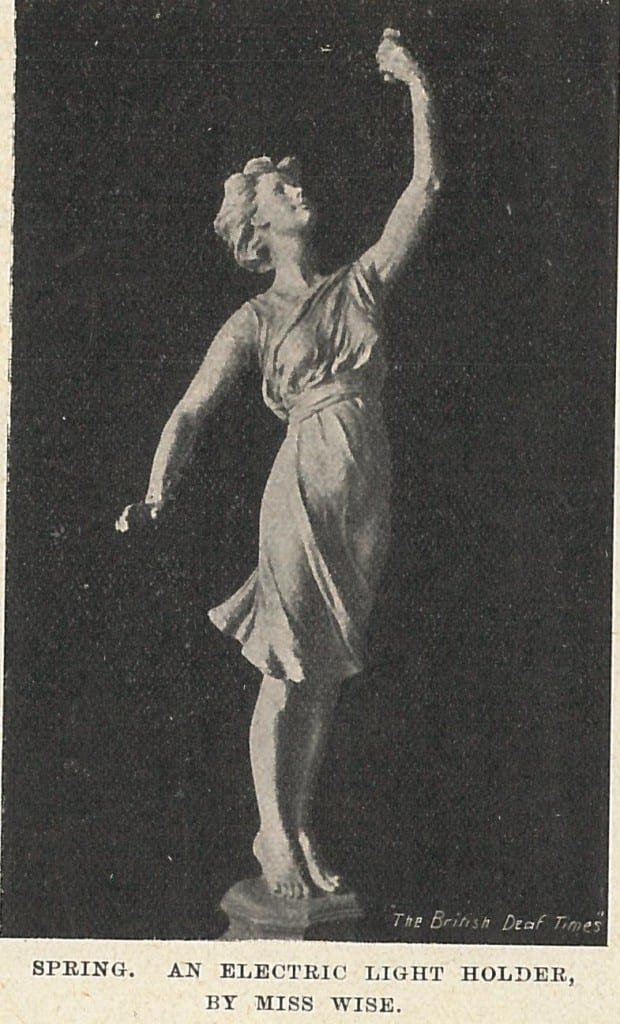
Spring, elektrischer Lampenhalter von Dorothy Stanton Wise

Dorothy Stanton Wise arbeitete vorwiegend in der figurativen Bildhauerei und ist bekannt für ihre Büsten, Medaillons und dekorativen Kleinplastiken. Zu ihren bekanntesten Werken zählen die große Tafelskulptur The Wings of the Morning (1906), Porträts historischer Persönlichkeiten wie Jeanne d’Arc sowie die Statuette Spring. Außerdem schuf sie Medaillons bedeutender Persönlichkeiten wie Catherine Isabella Dodd und Bischof John Prideaux. Während des Ersten Weltkriegs fertigte sie aufgrund von Importengpässen Modelle für Puppenköpfe an und erhielt Aufträge für Denkmäler in Kathedralen, darunter für die Kathedrale von Worcester, sowie für Gedenkstatuen für Henry Wood und Mary Martha Sherwood. Ihre Werke zeichnen sich durch eine schlichte Ausdruckskraft aus. Sie wurden unter anderem von der Royal Academy, der Manchester Art Gallery und der Walker Art Gallery in Liverpool mit Goldmedaillen ausgezeichnet. Sie verkaufte ihre Arbeiten unter anderem an Mitglieder des britischen Königshauses, darunter Queen Alexandra und Prinzessin Victoria. Stilistisch orientierte sie sich am New-Sculpture-Ansatz ihres Lehrers Lantéri, der den Fokus auf Natürlichkeit und Ausdruck legt.